# Cojímar

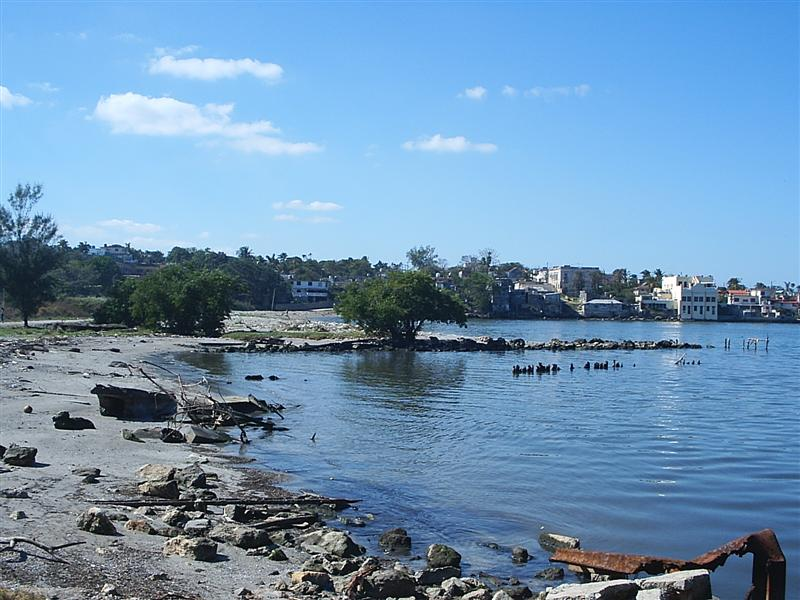
Baía de Cojímar, em Havana, Cuba

Cojímar é uma vila de pescadores a leste de Havana que faz parte do município de Havana do Leste.

## Pessoas notáveis
- Camila Cabello — cantora e compositora
- William Levy - ator

## Panorama
A vila de Cojímar serviu de inspiração para a composição do livro O Velho e o Mar, de Ernest Hemingway. Em 1940, um tubarão-branco foi encontrado na região, sendo a maior espécie já vista. Apesar da descoberta, existem controvérsias em relação às medidas do tubarão. A sudoeste da vila, encontra-se o Estádio Panamericano, que abrigou a Taça do Mundo de Atletismo de 1992.